# Tomosvaryella montina
Tomosvaryella montina är en tvåvingeart som beskrevs av Kuznetzov 1994. Tomosvaryella montina ingår i släktet Tomosvaryella och familjen ögonflugor.
Artens utbredningsområde är Kazakstan. Inga underarter finns listade i Catalogue of Life.